# Kissaviarsuk-33
K-1933 (celým názvem: Kissaviarsuk-33) je grónský sportovní klub, který sídlí ve městě Qaqortoq (dánsky: Julianehåb). Založen byl v roce 1933, letopočet vzniku je i v klubovém emblému. Fotbalový oddíl se pravidelně účastní konečné fáze nejvyšší fotbalové soutěže v zemi. Jeho mužský oddíl je pak osminásobným mistrem Grónska z let 1964, 1967, 1969, 1987, 1988, 1991, 1998 a 2003. Oddíl házené je dvojnásobným mistrem Grónska. Své domácí zápasy odehrává na stadionu Qaqortoq, který má kapacitu 800 diváků. Klubové barvy jsou modrá a bílá.
Mimo mužský fotbalový oddíl má sportovní klub i jiné oddíly, mj. oddíl ženského fotbalu, badmintonu a házené.

## Získané trofeje

### Fotbal
- Angutit Inersimasut GM ( 8x )
  - 1963/64, 1966/67, 1969, 1987, 1988, 1991, 1998, 2003

### Házená
- 1. liga ( 2x )
  - 2000, 2003

## Umístění v jednotlivých sezonách
Zdroj: 
Legenda: Z - zápasy, V - výhry, R - remízy, P - porážky, VG - vstřelené góly, OG - obdržené góly, +/- - rozdíl skóre, B - body, zlaté podbarvení - 1. místo, stříbrné podbarvení - 2. místo, bronzové podbarvení - 3. místo, červené podbarvení - sestup, zelené podbarvení - postup, fialové podbarvení - reorganizace, změna skupiny či soutěže
| Grónsko (1954 – ) |                                          |        |     |     |     |     |     |     |     |     |        |
| Sezóny            | Liga                                     | Úroveň | Z   | V   | R   | P   | VG  | OG  | +/- | B   | Pozice |
| 1954/55           | Grønlandturneringen                      | 1      | ... | ... | ... | ... | ... | ... | ... | ... |        |
| ...               |                                          |        |     |     |     |     |     |     |     |     |        |
| 1958              | Grønlandturneringen                      | 1      | ... | ... | ... | ... | ... | ... | ... | ... | 2.     |
| 1959/60           | Grønlandturneringen                      | 1      | ... | ... | ... | ... | ... | ... | ... | ... | 2.     |
| ...               |                                          |        |     |     |     |     |     |     |     |     |        |
| 1963/64           | Grønlandturneringen                      | 1      | ... | ... | ... | ... | ... | ... | ... | ... | 1.     |
| ...               |                                          |        |     |     |     |     |     |     |     |     |        |
| 1966/67           | Grønlandturneringen                      | 1      | 2   | 2   | 0   | 0   | 4   | 2   | +2  | 4   | 1.     |
| 1967/68           | Grønlandturneringen                      | 1      | 2   | 0   | 0   | 2   | 2   | 9   | -7  | 0   | 3.     |
| 1969              | Grønlandturneringen                      | 1      | ... | ... | ... | ... | ... | ... | ... | ... | 1.     |
| 1970              | Grønlandturneringen                      | 1      | ... | ... | ... | ... | ... | ... | ... | ... | 2.     |
| ...               |                                          |        |     |     |     |     |     |     |     |     |        |
| 1972              | Angutit Inersimasut GM                   | 1      | 3   | 0   | 1   | 2   | 7   | 17  | -10 | 1   | 4.     |
| ...               |                                          |        |     |     |     |     |     |     |     |     |        |
| 1974              | Angutit Inersimasut GM                   | 1      | ... | ... | ... | ... | ... | ... | ... | ... | 2.     |
| ...               |                                          |        |     |     |     |     |     |     |     |     |        |
| 1978              | Angutit Inersimasut GM                   | 1      | 3   | 0   | 2   | 1   | 3   | 5   | -2  | 2   | 3.     |
| ...               |                                          |        |     |     |     |     |     |     |     |     |        |
| 1980              | Angutit Inersimasut GM – sk. B           | 1      | 2   | 0   | 1   | 1   | 3   | 6   | -3  | 1   | 3.     |
| 1981              | Angutit Inersimasut GM                   | 1      | ... | ... | ... | ... | ... | ... | ... | ... | 6.     |
| ...               |                                          |        |     |     |     |     |     |     |     |     |        |
| 1985              | Angutit Inersimasut GM                   | 1      | ... | ... | ... | ... | ... | ... | ... | ... | 3.     |
| 1986              | Angutit Inersimasut GM                   | 1      | ... | ... | ... | ... | ... | ... | ... | ... | 2.     |
| 1987              | Angutit Inersimasut GM – sk. A           | 1      | ... | ... | ... | ... | ... | ... | ... | ... | 2.     |
| 1988              | Angutit Inersimasut GM – sk. B           | 1      | 3   | 3   | 0   | 0   | 14  | 8   | +6  | 6   | 1.     |
| 1989              | Angutit Inersimasut GM – sk. A           | 1      | 3   | 2   | 0   | 1   | 10  | 4   | +6  | 4   | 2.     |
| 1990              | Angutit Inersimasut GM – sk. A           | 1      | 2   | 2   | 0   | 0   | 7   | 1   | +6  | 4   | 1.     |
| 1991              | Angutit Inersimasut GM – sk. A           | 1      | 2   | 1   | 1   | 0   | 5   | 3   | +2  | 3   | 1.     |
| 1992              | Angutit Inersimasut GM – sk. Sydgrønland | 1      | 2   | 0   | 2   | 0   | 5   | 5   | 0   | 2   | 2.     |
| 1993              | Angutit Inersimasut GM – sk. A           | 1      | 3   | 2   | 1   | 0   | 10  | 5   | +5  | 5   | 1.     |
| 1994              | Angutit Inersimasut GM – sk. B           | 1      | 2   | 0   | 1   | 1   | 3   | 4   | -1  | 1   | 3.     |
| 1995              | Angutit Inersimasut GM – sk. A           | 1      | 3   | 2   | 0   | 1   | 16  | 9   | +7  | 6   | 2.     |
| 1996              | Angutit Inersimasut GM – sk. B           | 1      | 3   | 1   | 0   | 2   | 9   | 9   | 0   | 3   | 3.     |
| 1997              | Angutit Inersimasut GM – sk. B           | 1      | 3   | 2   | 1   | 0   | 19  | 6   | +13 | 7   | 1.     |
| 1998              | Angutit Inersimasut GM – sk. A           | 1      | 3   | 3   | 0   | 0   | 11  | 5   | +6  | 9   | 1.     |
| 1999              | Angutit Inersimasut GM – sk. B           | 1      | 3   | 2   | 1   | 0   | 8   | 3   | +5  | 7   | 1.     |
| 2000              | Angutit Inersimasut GM – sk. A           | 1      | 3   | 2   | 0   | 1   | 10  | 6   | +4  | 6   | 2.     |
| 2001              | Angutit Inersimasut GM – sk. A           | 1      | 3   | 0   | 1   | 2   | 5   | 9   | -4  | 1   | 4.     |
| 2002              | Angutit Inersimasut GM – sk. Sydgrønland | 1      | 2   | 1   | 0   | 1   | 7   | 4   | +3  | 3   | 2.     |
| 2003              | Angutit Inersimasut GM – sk. B           | 1      | 3   | 2   | 1   | 0   | 9   | 4   | +5  | 7   | 2.     |
| ...               |                                          |        |     |     |     |     |     |     |     |     |        |
| 2006              | Angutit Inersimasut GM – sk. B           | 1      | 3   | 1   | 0   | 2   | 6   | 8   | -2  | 3   | 3.     |
| 2007              | Angutit Inersimasut GM – sk. B           | 1      | 3   | 2   | 0   | 1   | 3   | 3   | 0   | 6   | 1.     |
| 2008              | Angutit Inersimasut GM – sk. B           | 1      | 3   | 1   | 2   | 0   | 8   | 7   | +1  | 5   | 2.     |
| 2009              | Angutit Inersimasut GM – sk. Sydgrønland | 1      | 5   | 4   | 0   | 1   | 52  | 1   | +51 | 12  | 2.     |
| 2010              | Angutit Inersimasut GM – sk. A           | 1      | 3   | 1   | 0   | 2   | 3   | 15  | -12 | 3   | 3.     |
| 2011              | Angutit Inersimasut GM – sk. B           | 1      | 4   | 2   | 0   | 2   | 12  | 2   | +10 | 6   | 1.     |
| 2012              | Angutit Inersimasut GM – sk. Sydgrønland | 1      | 4   | 2   | 1   | 1   | 13  | 4   | +9  | 7   | 3.     |
| 2013              | Angutit Inersimasut GM – sk. B           | 1      | 3   | 1   | 1   | 1   | 2   | 4   | -2  | 4   | 3.     |
| 2014              | Angutit Inersimasut GM – sk. Sydgrønland | 1      | 3   | 1   | 1   | 1   | 9   | 6   | +3  | 4   | 3.     |
| 2015              | Angutit Inersimasut GM – sk. B           | 1      | 3   | 0   | 0   | 3   | 4   | 15  | -11 | 0   | 4.     |

Poznámky k fázím grónského mistrovství
- 1954/55: Klub došel do čtvrtfinále národního mistrovství, kde podlehl mužstvu Aassik-43 poměrem 2:3.
- 1958: Klub došel do finále národního mistrovství, kde podlehl mužstvu Grønlands Seminarius Sportklub neznámým poměrem.
- 1959/60: Klub došel do finále národního mistrovství, kde podlehl mužstvu Nanok Idraetslag neznámým poměrem.
- 1963/64: Klub došel do finále národního mistrovství, kde zvítězil nad mužstvem Nanok Idraetslag poměrem 4:1 a získal tak svůj první mistrovský titul.
- 1966/67: Po vítězství v první fázi (skupina Sydgrønland) se klub probojoval do finální fáze celostátního turnaje. Ve finálové skupině se klub umístil na první místě a získal tak svůj druhý mistrovský titul.
- 1967/68: Po vítězství v první fázi (skupina Sydgrønland) se klub probojoval do finální fáze celostátního turnaje. Ve finálové skupině se klub umístil na třetím místě.
- 1969: Klub došel do finále národního mistrovství, kde zvítězil nad mužstvem Tupilak-41 poměrem 2:0 a získal tak svůj třetí mistrovský titul.
- 1970: Klub došel do finále národního mistrovství, kde podlehl mužstvu Tupilak-41 poměrem 3:5.
- 1972: Z této sezóny je známo pouze konečné umístění finálové fáze, v níž se klub umístil na celkovém čtvrtém místě.
- 1974: Klub došel do finále národního mistrovství, kde podlehl mužstvu Siumut Amerdlok Kunuk neznámým poměrem.
- 1978: Z této sezóny je známo pouze konečné umístění finálové fáze, v níž se klub umístil na celkovém třetím místě.
- 1980: Výsledky v první a druhé fázi turnaje nejsou známy, klub se ovšem probojoval do finální fáze celostátního turnaje. Ve skupině B se umístil na třetím místě, které zaručovalo pouze souboj o konečné páté místo v turnaji. V něm klub zvítězil nad mužstvem Nagtoralik Paamiut poměrem 5:4 po penaltách.
- 1981: Z této sezóny je známo pouze konečné umístění finálové fáze, v níž se klub umístil na celkovém šestém místě.
- 1985: Po prohře v semifinále se klub zúčastnil boje o třetí místo, ve kterém zvítězil nad mužstvem Nagdlunguaq-48 poměrem 3:1.
- 1986: Z této sezóny je známo pouze konečné umístění finálové fáze. V zápase o mistra Grónska, klub podlehl mužstvu Nuuk Idraetslag neznámým poměrem a obsadil tak celkové druhé místo.
- 1987: Výsledky v první a druhé fázi turnaje nejsou známy, klub se ovšem probojoval do finální fáze celostátního turnaje. Ve skupině A se umístil na druhém místě, které zaručovalo místenku v semifinále (výhra nad Disko-76 neznámým poměrem). Po semifinálovém vítězství se klub zúčastnil finále o celkového mistra Grónska. V něm zvítězil nad mužstvem Nagdlunguaq-48 poměrem 4:2 po penaltách a získal tak svůj čtvrtý mistrovský titul.
- 1988: Výsledky v první a druhé fázi turnaje nejsou známy, klub se ovšem probojoval do finální fáze celostátního turnaje. Ve skupině B se umístil na prvním místě, které zaručovalo místenku v semifinále (výhra nad Nuuk Idraetslag poměrem 4:2). Po semifinálovém vítězství se klub zúčastnil finále o celkového mistra Grónska. V něm zvítězil nad mužstvem Nagdlunguaq-48 poměrem 2:1 a získal tak svůj pátý mistrovský titul.
- 1989: Výsledky v první a druhé fázi turnaje nejsou známy, klub se ovšem probojoval do finální fáze celostátního turnaje. Ve skupině A se umístil na druhém místě, které zaručovalo místenku v semifinále (výhra nad Nuuk Idraetslag poměrem 3:1). Po semifinálovém vítězství se klub zúčastnil finále o celkového mistra Grónska. V něm podlehl mužstvu Kagssagssuk Maniitsoq poměrem 0:3 a obsadil tak celkové druhé místo.
- 1990: První fázi turnaje klub skončil na prvním místě ve skupině A, což zaručovalo postup do druhé fáze. Po prvním místě ve druhé fázi (skupina C) se klub probojoval do finální fáze celostátního turnaje. Ve skupině B se umístil na prvním místě, které zaručovalo místenku v semifinále (prohra s Aqigssiaq Maniitsoq poměrem 1:2). Po prohře v semifinále se zúčastnil boje o třetí místo, ve kterém zvítězil nad mužstvem Disko-76 poměrem 4:2.
- 1991: Výsledky v první fázi turnaje nejsou známy. Po druhém místě ve druhé fázi (skupina Sydgrønland) se klub probojoval do finální fáze celostátního turnaje. Ve skupině A se umístil na prvním místě, které zaručovalo místenku v semifinále (výhra nad B-67 poměrem 3:0). Po semifinálovém vítězství se klub zúčastnil finále o celkového mistra Grónska. V něm zvítězil nad mužstvem Aqigssiaq Maniitsoq poměrem 2:1 a získal tak svůj šestý mistrovský titul.
- 1992: Výsledky v první fázi turnaje nejsou známy, zaručil si ovšem v této fázi postup do druhé fáze. V ní skončil na druhém nepostupovém místě ve skupině Sydgrønland.
- 1993: Výsledky v první a druhé fázi turnaje nejsou známy, klub se ovšem probojoval do finální fáze celostátního turnaje. Ve skupině A se umístil na prvním místě, které zaručovalo místenku v semifinále (výhra nad Nagdlunguaq-48 poměrem 1:0). Po semifinálovém vítězství se klub zúčastnil finále o celkového mistra Grónska. V něm podlehl mužstvu B-67 poměrem 0:1 a obsadil tak celkové druhé místo.
- 1994: Výsledky v první a druhé fázi turnaje nejsou známy, klub se ovšem probojoval do finální fáze celostátního turnaje. Ve skupině B se umístil na třetím místě, které zaručovalo pouze souboj o konečné páté místo v turnaji. V něm klub zvítězil nad mužstvem FC Malamuk poměrem 8:3.
- 1995: Výsledky v první fázi turnaje nejsou známy. Po vítězství ve druhé fázi (skupina Sydgrønland) se klub probojoval do finální fáze celostátního turnaje. Ve skupině A se umístil na druhém místě, které zaručovalo místenku v semifinále (výhra nad B-67 poměrem 1:0). Po semifinálovém vítězství se klub zúčastnil finále o celkového mistra Grónska. V něm podlehl mužstvu Kugsak-45 poměrem 2:4 a obsadil tak celkové druhé místo.
- 1996: Výsledky v první a druhé fázi turnaje nejsou známy, klub se ovšem probojoval do finální fáze celostátního turnaje. Ve skupině B se umístil na třetím místě, které zaručovalo pouze souboj o konečné páté místo v turnaji. V něm klub zvítězil nad mužstvem A.T.A.-60 poměrem 4:6.
- 1997: Výsledky v první a druhé fázi turnaje nejsou známy, klub se ovšem probojoval do finální fáze celostátního turnaje. Ve skupině B se umístil na prvním místě, které zaručovalo místenku v semifinále (výhra nad Kagssagssuk Maniitsoq poměrem 3:2). Po semifinálovém vítězství se klub zúčastnil finále o celkového mistra Grónska. V něm podlehl mužstvu Nuuk Idraetslag poměrem 0:4 a obsadil tak celkové druhé místo.
- 1998: Výsledky v první a druhé fázi turnaje nejsou známy, klub se ovšem probojoval do finální fáze celostátního turnaje. Ve skupině A se umístil na prvním místě, které zaručovalo místenku v semifinále (výhra nad Kugsak-45 poměrem 4:3). Po semifinálovém vítězství se klub zúčastnil finále o celkového mistra Grónska. V něm zvítězil nad mužstvem Nuuk Idraetslag poměrem 1:0 a získal tak svůj sedmý mistrovský titul.
- 1999: Výsledky v první fázi turnaje nejsou známy. Po vítězství ve druhé fázi (skupina Sydgrønland) se klub probojoval do finální fáze celostátního turnaje. Ve skupině A se umístil na prvním místě, které zaručovalo místenku v semifinále (prohra s Kugsak-45 poměrem 7:8 po penaltách). Po prohře v semifinále se zúčastnil boje o třetí místo, ve kterém zvítězil nad mužstvem Nuuk Idraetslag poměrem 3:1.
- 2000: Výsledky v první fázi turnaje nejsou známy. Po vítězství ve druhé fázi (skupina Sydgrønland) se klub probojoval do finální fáze celostátního turnaje. Ve skupině A se umístil na druhém místě, které zaručovalo místenku v semifinále (prohra s Kugsak-45 poměrem 1:6). Po prohře v semifinále se zúčastnil boje o třetí místo, ve kterém podlehl mužstvu Siumut Amerdlok Kunuk poměrem 1:2.
- 2001: Výsledky v první fázi turnaje nejsou známy. Po druhém místě ve druhé fázi (skupina Sydgrønland) se klub probojoval do finální fáze celostátního turnaje. Ve skupině A se umístil na čtvrtém místě, které zaručovalo pouze souboj o konečné sedmé místo v turnaji. V něm klub podlehl mužstvu Kagssagssuk Maniitsoq poměrem 3:5.
- 2002: Výsledky v první fázi turnaje nejsou známy, zaručil si ovšem v této fázi postup do druhé fáze. V ní skončil na druhém nepostupovém místě ve skupině Sydgrønland.
- 2003: Výsledky v první fázi turnaje nejsou známy. Po vítězství ve druhé fázi (skupina Sydgrønland) se klub probojoval do finální fáze celostátního turnaje. Ve skupině B se umístil na druhém místě, které zaručovalo místenku v semifinále (výhra nad Narsaq-85 poměrem 3:2). Po semifinálovém vítězství se klub zúčastnil finále o celkového mistra Grónska. V něm zvítězil nad mužstvem Kugsak-45 poměrem 5:2 a získal tak svůj osmý mistrovský titul.
- 2006: Výsledky v první a druhé fázi turnaje nejsou známy, klub se ovšem probojoval do finální fáze celostátního turnaje. Ve skupině B se umístil na třetím místě, které zaručovalo pouze souboj o konečné páté místo v turnaji. V něm klub podlehl mužstvu G-44 Qeqertarsuaq poměrem 2:3.
- 2007: Výsledky v první a druhé fázi turnaje nejsou známy, klub se ovšem probojoval do finální fáze celostátního turnaje. Ve skupině B se umístil na prvním místě, které zaručovalo místenku v semifinále (prohra s Nagdlunguaq-48 poměrem 0:1). Po prohře v semifinále se zúčastnil boje o třetí místo, ve kterém zvítězil nad mužstvem TM-62 poměrem 1:0.
- 2008: Výsledky v první a druhé fázi turnaje nejsou známy, klub se ovšem probojoval do finální fáze celostátního turnaje. Ve skupině B se umístil na druhém místě, které zaručovalo místenku v semifinále (výhra nad Nagdlunguaq-48 poměrem 3:2). Po semifinálovém vítězství se klub zúčastnil finále o celkového mistra Grónska. V něm podlehl mužstvu B-67 poměrem 0:1 a obsadil tak celkové druhé místo.
- 2009: Výsledky v první fázi turnaje nejsou známy, zaručil si ovšem v této fázi postup do druhé fáze. V ní skončil na druhém nepostupovém místě ve skupině Sydgrønland.
- 2010: Výsledky v první fázi turnaje nejsou známy. Po druhém místě ve druhé fázi (skupina Sydgrønland) se klub probojoval do finální fáze celostátního turnaje. Ve skupině A se umístil na třetím místě, které zaručovalo pouze souboj o konečné páté místo v turnaji. V něm klub zvítězil nad mužstvem Narsaq-85 poměrem 3:1.
- 2011: Výsledky v první a druhé fázi turnaje nejsou známy, klub se ovšem probojoval do finální fáze celostátního turnaje. Ve skupině B se umístil na prvním místě, které zaručovalo místenku v semifinále (prohra s G-44 Qeqertarsuaq poměrem 0:3). Po prohře v semifinále se zúčastnil boje o třetí místo, ve kterém podlehl mužstvu Tupilak-41 poměrem 1:4.
- 2012: Výsledky v první fázi turnaje nejsou známy, zaručil si ovšem v této fázi postup do druhé fáze. V ní skončil na třetím nepostupovém místě ve skupině Sydgrønland.
- 2013: Výsledky v první a druhé fázi turnaje nejsou známy, klub se ovšem probojoval do finální fáze celostátního turnaje. Ve skupině B se umístil na třetím místě, které zaručovalo pouze souboj o konečné páté místo v turnaji. V něm klub zvítězil nad mužstvem Ilulissat-69 poměrem 3:0.
- 2014: Výsledky v první fázi turnaje nejsou známy, zaručil si ovšem v této fázi postup do druhé fáze. V ní skončil na třetím nepostupovém místě ve skupině Sydgrønland.
- 2015: Výsledky v první fázi turnaje nejsou známy. Po vítězství ve druhé fázi (skupina Sydgrønland) se klub probojoval do finální fáze celostátního turnaje. Ve skupině B se umístil na čtvrtém místě, které zaručovalo pouze souboj o konečné sedmé místo v turnaji. V něm klub zvítězil nad mužstvem FC Malamuk poměrem 4:3.